# Winter-X-Games 2021
Die Winter X Games XXV fanden vom 29. bis 31. Januar 2021 zum 20. Mal in Folge in Aspen, Colorado statt. Das Event wurde von ESPN produziert. Ausgetragen wurden jeweils sieben Freestyle-Skiing und Snowboard-Wettbewerbe. An den Wettkämpfen nahmen 76 Athleten teil. Aufgrund der COVID-19-Pandemie wurden diesmal keine Schneemobil-Wettbewerbe ausgetragen. Die Wettbewerbe wurden ohne Zuschauer durchgeführt.

## Resultate

### Freestyle-Skiing

#### Knuckle Huck
| Rang | Name           |
| ---- | -------------- |
|      | Henrik Harlaut |

#### Frauen Superpipe
| Rang | Name            |
| ---- | --------------- |
|      | Eileen Gu       |
|      | Cassie Sharpe   |
|      | Rachael Karker  |
| 4    | Zoe Atkin       |
| 5    | Devin Logan     |
| 6    | Annalisa Drew   |
| 7    | Brita Sigourney |

#### Männer Superpipe
| Rang | Name           |
| ---- | -------------- |
|      | Nico Porteous  |
|      | Aaron Blunck   |
|      | Birk Irving    |
| 4    | Brendan MacKay |
| 5    | David Wise     |
| 6    | Gus Kenworthy  |
| 7    | Alex Ferreira  |
| 8    | Noah Bowman    |

#### Frauen Big Air
| Rang | Name             |
| ---- | ---------------- |
|      | Mathilde Gremaud |
|      | Megan Oldham     |
|      | Eileen Gu        |
| 4    | Caroline Claire  |
| 5    | Sarah Höfflin    |
| 6    | Isabel Atkin     |

#### Männer Big Air
| Rang | Name                   |
| ---- | ---------------------- |
|      | Andri Ragettli         |
|      | Antoine Adelisse       |
|      | Alexander Hall         |
| 4    | Alex Beaulieu-Marchand |
| 5    | Evan McEachran         |
| 6    | Henrik Harlaut         |
| 7    | James Woods            |
| 8    | Quinn Wolferman        |

#### Frauen Slopestyle
| Rang | Name             |
| ---- | ---------------- |
|      | Eileen Gu        |
|      | Isabel Atkin     |
|      | Megan Oldham     |
| 4    | Sarah Höfflin    |
| 5    | Mathilde Gremaud |

#### Männer Slopestyle
| Rang | Name                   |
| ---- | ---------------------- |
|      | Nick Goepper           |
|      | Ferdinand Dahl         |
|      | Evan McEachran         |
| 4    | Alex Beaulieu-Marchand |
| 5    | Andri Ragettli         |
| 6    | Alexander Hall         |
| 7    | Colby Stevenson        |
| 8    | Fabian Bösch           |

### Snowboard

#### Knuckle Huck
| Rang | Name             |
| ---- | ---------------- |
|      | Dusty Henricksen |

#### Männer Big Air
| Rang | Name             |
| ---- | ---------------- |
|      | Marcus Kleveland |
|      | Sven Thorgren    |
|      | Mons Røisland    |
| 4    | Chris Corning    |
| 5    | Takeru Otsuka    |
| 6    | Yūki Kadono      |
| 7    | Dusty Henricksen |
| 8    | Rene Rinnekangas |

#### Frauen Big Air
| Rang | Name                 |
| ---- | -------------------- |
|      | Jamie Anderson       |
|      | Miyabi Onitsuka      |
|      | Zoi Sadowski-Synnott |
| 4    | Laurie Blouin        |
| 5    | Reira Iwabuchi       |
| 6    | Kokomo Murase        |
| 7    | Anna Gasser          |
| 8    | Julia Marino         |

#### Männer Slopestyle
| Rang | Name             |
| ---- | ---------------- |
|      | Dusty Henricksen |
|      | Mons Røisland    |
|      | Rene Rinnekangas |
| 4    | Judd Henkes      |
| 5    | Marcus Kleveland |
| 6    | Redmond Gerard   |
| 7    | Sven Thorgren    |
| 8    | Ståle Sandbech   |

#### Frauen Slopestyle
| Rang | Name                 |
| ---- | -------------------- |
|      | Jamie Anderson       |
|      | Zoi Sadowski-Synnott |
|      | Laurie Blouin        |
| 4    | Julia Marino         |
| 5    | Kokomo Murase        |
| 6    | Reira Iwabuchi       |
| 7    | Anna Gasser          |
| 8    | Annika Morgan        |

#### Männer Superpipe
| Rang | Name            |
| ---- | --------------- |
|      | Yūto Totsuka    |
|      | Scotty James    |
|      | Ruka Hirano     |
| 4    | Taylor Gold     |
| 5    | Joey Okesson    |
| 6    | Chase Blackwell |
| 7    | Jan Scherrer    |

#### Frauen Superpipe
| Rang | Name              |
| ---- | ----------------- |
|      | Chloe Kim         |
|      | Maddie Mastro     |
|      | Haruna Matsumoto  |
| 4    | Kurumi Imai       |
| 5    | Queralt Castellet |
| 6    | Ruki Tomita       |
| 7    | Brooke D’Hondt    |
| 8    | Sonora Alba       |